# Коваленко Едуард Володимирович
Едуард Володимирович Коваленко (17 жовтня 1965, Генічеськ, Херсонська область, УРСР) — проросійський колаборант, колишній помічник Юлії Тимошенко та колишній учасник «Української Національної Асамблеї»

## Життєпис
Народився 17 жовтня 1965 рокув родині чигиринських козачих полковників в трьох поколіннях, які після знищення штабу у Чигирині осіли на узбережжі Азовського моря.

## Навчання
У 1982 році закінчив середню школу №2 у Генічеську. Одночасно отримав диплом за класом фортепіано і закінчив художню школу.
З 1983 по 1985 роки проходив службу у групі радянських військ в складі ВДВ,
Після завершення служби вступив до Херсонського педагогічного інституту імені Надії Крупської на фах «Психологія та методи виховання». Під час навчання здобув звання майстра спорту по дзюдю та плаванню.
1996—2002 роки — навчався у Таврійській державній агротехнологічній академії за спеціальністю «Економіка підприємства».

## Політична діяльність
Наприкінці 1990-их років долучився до лав УНА-УНСО.
Активно діяв у розпал акції протестів за відставку Президента України Леоніда Кучми «Україна без Кучми».
2001—2003 роки — очільник політради Української Національної Асамблеї. Паралельно з ним, керівником його крила УНА в той період вважався і голова Виконкому УНА Юрій Тима, але проти цих діячів виступив один з лідерів УНА Андрій Шкіль (обраний 2002 року депутатом Верховної Ради від БЮТ), який очолив окремий напрямок УНА-УНСО.
29 квітня 2003 року Києві в ході XIX з'їзду Української Національної Асамблеї, головою партії одноголосно обрано Едуарда Коваленка.
Опоненти Коваленка долучилися до новоствореної Всеукраїнської громадської організації «Українська народна асамблея—Українська національна солідарна організація».
2002 рік — кандидат у народні депутати України від Української Національної Асамблеї, при цьому був зареєстрований Центрвиборчкомом, як голова виборчого блоку УНА, та другий номер у партійному списку.
У 2003—2004 роках УНА під керівництвом Коваленка видавала щотижневий інформаційний бюлетень «Новий порядок».
5 листопада 2004 року Верховний Суд України відхилив спробу Міністерства юстиції за сприянням радикальних лібералів заборонити діяльність УНА.
З 2003 року по 15 жовтня 2005 року — керівник партії «Українська Національна Асамблея».
За словами донецького блогера Дениса Казанського, з 2004 року Едуард Коваленко здійснював провокації. Тоді Українська Національна Асамблея підтримувала кандидата в президенти Віктора Ющенка, але спеціально підтримувала в провокативній манері для того, щоб його дискредитувати. На думку Казанського, члени УНА використовували символіку нацистів (хоча Коваленко офіційно це заперечував, говорячи про язичницьку символіку, що «на нашому гербі зображений давньослов'янський символ руху сонця»). Також, на думку Казанського, прихильники Коваленка робили заяви ксенофобського та антисемітського характеру. Сам Коваленко водив марші по центру Києва. На одному з таких заходів він заявив, що «країною не повинні керувати чужаки».. Сам Ющенко від представників Української Національної Асамблеї відхрещувався, а представники його передвиборчого штабу заявляли, що Коваленко є провладним провокатором, який намагається дискредитувати їхнього кандидата на замовлення основного опонента Віктора Януковича.
30 квітня 2005 року прихильники Коваленка розгромили намети Форуму порятунку Києва, учасники якого протестували проти міського голови Омельченка.
Як розповідав про свою подальшу діяльність сам Коваленко:
«Ви пам'ятаєте, що у 2005 році на весні так званий Форум порятунку Києва, який очолювали та складали переважно не слов'яни, намагалися дестабілізувати ситуацію в столиці. Встановлені ними намети на Хрещатику, біля КМДА стали раковою пухлиною столиці на той час. Це був осередок наркоманії, бандитизму та розпусти. Такого більше не можна було терпіти на центральній вулиці Києва. Тому на прохання киян, на передодні Великодня та Дня Праці (першого травня), я дав команду силовому підрозділу „Слов'янська Дружина“ прибрати це сміття із Хрещатику. Враховуючи той факт, що напередодні судом вже було прийнято рішення про знесення зазначеного наметового містечка. Справу було виконано. Наметів злочинного осередку перед КМДА більше не було. Але, за вказівкою вже „новообраної демократичної“ влади відносно мене миттєво було порушено кримінальну справу за організацію масових заворушень. 20 травня 2005 року мене було заарештовано та відправлено до Лук'янівського СІЗО № 13. Цікаво, що потім мене тримали за ґратами стільки часу, скільки було потрібно Луценку та Безсмертному, щоб профінансувати та сфальсифікувати з'їзд УНА. На якому призначили Ю.Шухевича».
15 жовтня 2005 р. відбувся XIX з'їзд УНА, рішенням якого на посаду голови обрано Юрія Шухевича. Інціатором цього став колишній заступник Коваленка по керівництву УНА — Микола Карпюк. Не визнавши правомочність цього зібрання, Коваленко після звільнення з тюрми реорганізував свою фракцію УНА в нову політичну структуру. Наприкінці 2005 року став ініціатором створення громадського руху «СПАС» (Соціал-патріотична асамблея слов'ян), та воєнізованої «Слов'янської дружини» при ньому. Зокрема, 3 грудня 2005 року відбулося засідання очолюваної ним «Політради партії „Українська Національна Асамблея“», на якому розглянули й підтримали пропозицію щодо створення на базі цієї партії слов'янського громадського руху.
14 лютого 2006 року цей рух офіційно отримав реєстрацію як політична партія «Соціал-патріотична асамблея слов'ян». Місцем реєстрації стала квартира письменника Володимира Володимировича Чемериса в Києві.
У 2008 році балотувався від виборчого блоку руху «Соціал-патріотична асамблея слов'ян» балотувався до Київської міської ради. Від нього ж балотувався в народні депутати на виборах 2012 року.

## Протиправні вчинки та покарання
27 січня 2015 року в Генічеську під час мітингу проти мобілізації місцевих мешканців в українську армію в Едуард Коваленко прокричав у мегафон, що «йде братовбивча війна, і ми не хочемо, щоб наші діти і батьки в цьому брали участь».
 «Ми виставляємо ультиматум. Якщо не зупинять мобілізацію на території України ми перекриємо дороги, візьмемо штурмом військкомати, райвідділи міліції, і всі інші органи влади. Тому всі, хто зацікавлений, щоб його рідні та близькі залишилися живими, повинні разом зібратися, мобілізуватися проти мобілізації», — сказав Коваленко присутнім.
За кілька день СБУ відкрила проти нього кримінальне провадження та вручила підозру за заклики до перешкоджання діяльності Збройних сил України в особливий період і захоплення адмінбудівель. У травні 2017 року Генічеський районний суд засудив Коваленка на 5 років тюремного ув'язнення.
В ув'язненні Коваленко провів лише половину терміну. 29 грудня 2019 року його обміняли на полонених українців. Перед тим, як Коваленко вирушив до окупованого російськими окупантами Луганська, президент України Володимир Зеленський його помилував.
 «Зараз я відчуваю себе вдома, в безпеці, в колі друзів і це дуже приємно»
, — сказав Коваленко місцевим та російським пропагандистам, прибувши до Луганська.
Проте Коваленко через пів року після обміну полонених повернувся до Генічеська, де проводив акції проти підвищення плати за комунальні послуги під час оголошеного Кабінетом міністрів України локдауну. Поліція виписала йому протокол про порушення карантину.
Два тижні потому Коваленка затримала Служба безпеки України. Пресслужба відомства, не вказуючи прізвища, заявила, що затриманий — агент ФСБ й міністерства держбезпеки ЛНР. Спецслужба вказала, що він влаштував акції проти підвищення тарифів «за грошову винагороду від кураторів для дискредитації державної влади та дестабілізації ситуації в країні».
Згодом СБУ виклало на своєму YouTube-каналі відео затриманий, чий голос схожий на Коваленка, розповідає, що в 2019 році після обміну ув’язненими його завербувало МДБ ЛНР. Він отримав псевдонім «Джигурда». Служба безпеки України відкрила справу проти Коваленка за статтею Кримінального кодексу «сепаратизм». Проте за кілька день після затримання виявилося, що він знову на волі. 27 січня інтерв'ю з ним виклав блогер Руслан Коцаба. Коваленко там говорить, що напередодні співробітники СБУ начебто зняли його з поїзда в Херсонській області, провели обшук будинку, допитали, після чого відпустили. Він стверджує, що в ході допиту ні в чому не зізнавався, а відео з його зізнаннями — фальсифікація. Водночас він підтвердив, що після обміну дійсно мав розмову зі співробітниками МДБ ЛНР. За словами Коваленка, вони двічі допитували його за допомогою поліграфа й таким чином з'ясовували, чи не є він агентом СБУ. Коваленко заперечив, що його вербували в окупованому російськими окупантами Луганську. Його організація протестів на Херсонщині нібито була безкорисною.